# Bill Gore
Wilbert Lee "Bill" Gore, född 25 januari 1912, död 26 juli 1986, var en amerikansk affärsman och entreprenör som grundade W. L. Gore and Associates tillsammans med sin fru Genevieve (Vieve). Han var utbildad kemiingenjör och kemist, där hans intressen var polymerteknik, tillämpningar av statistiska metoder för experiment och metoder för operationsforskning. Han hade patent inom områdena plast, fluorkolväten och elektronik. Han var även en aktiv friluftsman.

## Biografi
Gore föddes i Meridian, Idaho 1912. Han hade examen i kemiteknik (B.S., 1933) och fysikalisk kemi (M.S., 1935) från University of Utah. Hans tidiga karriär bestod bland annat av anställningar på American Smelting and Refining Company, Remington Arms och DuPont Company.
1957 lämnade Gore sitt jobb hos DuPont för att försöka satsa på en egen idé, att göra en elektronisk bandkabel isolerad med polytetrafluoreten (PTFE) för användning i datorer. Bill och hans fru, Vieve startade sitt företag 1958, W. L. Gore & Associates, i källaren på deras hem i Newark, Delaware. En av de inblandade nyckelprocesserna föreslogs av deras son, Robert (Bob) Gore, som då gick i tvåan på college. Efter ökande beställningar av deras MULTI-TET-bandkabel, i synnerhet ett kontrakt från Denver Water Company, byggdes en separat tillverkningsanläggning 1960.
Under Bill Gores ledning växte företaget från en blygsam verksamhet till ett internationellt företag som är mest känt för sina vattentäta Gore-Tex-tyger som andas. Idag har företaget ett brett utbud av produkter baserade på PTFE, bland annat kablar för elektronisk signalöverföring, olika industriella tillämpningar, medicinska implantat och laminerade tyger. Företaget är känt för sin innovativa "lattice"-ledningsstruktur, som Bill Gore är allmänt erkänd för att ha utvecklat.
Bill Gore var ledare för W. L. Gore & Associates tills han avgick 1976, till förmån för sin son, Bob. Bill behöll sin position som styrelseordförande fram till sin död. Han dog av en hjärtattack vid 74 års ålder i juli 1986, när han var på en vandring i Wind River Range, Wyoming.

## Utmärkelser
Bill Gore hedrades med många affärs-, utbildnings- och samhällspriser, bland annat University of Delawares Medal of Distinction (1983) och ett hedersdoktorat i humaniora (1971) från Westminster College. 1985 mottog Bill Gore Prince Philip Award for Polymers in the Service of Mankind, som hedrade Gores Medical Products Division. Priset ges som ett erkännande av polymerer som har tillhandahållit en betydande tjänst för mänskligheten. Han valdes in postumt i Plastics Hall of Fame 1990. 2012 utsågs han till en av de 50 mest inflytelserika Delawareanerna under de senaste 50 åren.

## Familj
Bill och hans fru hade fem barn, två söner och tre döttrar,